# مهرجان بياف
مهرجان بياف  هو حدث سنوي يقام في بيروت، تكرم فيه شخصيات مرموقة من مختلف مجالات (الفن، والسياسة، والثقافة، والموسيقى، والتمويل، والخدمات الإنسانية) ويدخل هذا المهرجان الشخصيات المرموقة والشخصيات التي كان لها علامة خاصة وفريدة من نوعها في المجالات والمجتمعات المحلية في جميع أنحاء العالم. يتم عرضه سنويا على شاشة إم تي في اللبنانية  وبعدها على قناة الجديد  ومجموعة قنوات روتانا 
يتم تحديد لجنة بياف من جميع التخصصات، وذلك لغرض مهمة جمع ودمج خبرات هؤلاء الأفراد كبيرة في مجالات تخصصهم. والهدف من هذه اللجنة هو لتكريم الأشخاص الذين يستحقون تقديراً خاصا، وتسليط الضوء على مهنة والتاريخ والتراث وتمثل هذه اللجنة العليا شريحة كبيرة من الناس الذين يسعون إلى تكريم الأفضل.

## المكرمون

### عام 2010
في عام 2010، كرم 14 من الشخصيات البارزة ك طارق فؤاد، أصالة نصري، سيما كارول، يحيى الفخراني، ليلى رستم، خالد يوسف، محمد بالباكي، مارسيل خليفة، سمارة، حرير، دافيد أفرام، نيكولاس جبران، غادة عبد الرازق أسماء المنور

### عام 2011
2011 على شرف الراحل جبران خليل جبران كرم 20 من الشخصيات البارزة مثل صباح فخري، مجموعة مصابيح هيلاني، محمود ياسين، نبيلة عبيد، ريما فقيه ملكة جمال الولايات المتحدة 2010، كوسمونو الأول أليكسي ليونوف، عبد الرحمن الباشا، سميرة سعيد، سلاف فواخرجي، رولا حمادة وهيفاء وهبي

### عام 2012
2012 على شرف البروفسور ميشال دبغي كرم: ادغار شويري، البروفيسور فيليب سالم، كاركالا الفريق (عمر عبد الحليم، إليسار كراكلا ايفان)، ولبنى عبد العزيز والياس الرحباني ولطيفة، غطاس فينوس، سيرين عبد النور، بيار داغر، ريكاردو كرم، هاني شاكر، وخوسيه غالفيز، توروسيان هاروتيون، الدكتور نادر صعب وأوكسانا فيدروفا.

### عام 2013
عام 2013 على شرف الأخوين الرحباني وتم تكريم الشخصيات المتميزة زياد الرحباني، «سوبي بن خالد»، جاجات موسيس اليكي، أسامة الرحباني، غسان صليبا، بلال حمد، وفاء طربيه، حسين الجسمي، لطفي بوشناق، إليسا، علي جابر، رفيق علي أحمد، شوقي شمعون، عابد فهد، نادين الراسي، وردة زامل، فافاتزا تينو، غابي لطيف، عزت العلايلي، يسرا، طلال حيدر، طوني أبو جودة، تشاخه ييريفانيان.

### عام 2014
عام 2014 على شرف ويليام حنا وجوزيف باربيرا، كرمت شخصيات الكرتون توم وجيري. تم تكريم 18 من الشخصيات المتميزة: ميشال فرعون، باتريسيا كاز، برنارد خوري، وائل كفوري، الدكتور نادي حكيم، كلوديا مارشيليان، غي مانوكيان، أحلام مستغانمي، بيتر سمعان، هدى حداد، سيلفيو تابت، حسين فهمي، كارمن لبس، ليلى الصلح حمادة، فريال المصري، ماتيو ش خضر، انطوني بربري، وائل ضو (قصة نجاح)

### عام 2015
عام 2015 : على شرف الراحلة صباح، تم تكريم نانسي عجرم، صابر الرباعي، نوال الكويتية، إيناس الدغيدي، بلين كارهان «السلطانة مريم» سلافة معمار

### عام 2016
عام 2016: على شرف رجل الأعمال المصري أحمد أبو هشيمة، تم تكريم النائبة بهية الحريري، شيرين عبد الوهاب، كارول سماحة، الممثل جورج شلهوب وزوجته ألسي فرنيني، المخرج كميل طانيوس، الممثلة التركية مريم أوزرلي «السلطانة هيام» كأفضلة ممثلة عن دورها في حريم السلطانطبيب الأسنان رائد لطوف 

### عام 2017
عام 2017 على شرف الرئيس الراحل رفيق الحريري تم تكريم الممثلة ليلى علوي، الفنانة جوليا قصار، الفنانة نوال الزغبي، الفنان الفرنسي جان لافون، الفنان عبد الله رويشد، السيناريست المصري وحيد حامد، الممثلة الباكستانية ماهيرة خان، الممثلة التركية نور فتاح أوغلو.

### عام 2018
عام 2018 على شرف الفنان عمر الشريف تم تكريم الممثلة ماغي بو غصن، الفنان بديع أبو شقرا، الفنانة هيفاء وهبي، الفنانة الرومانية الكسندرا ستان، الفنان وائل كفوري، الكاتبة كارين رزق الله، الإعلامية ماغي فرح، لميس الحديدي، الفنانة أنغام، الممثلة التركية بيرغوزار كوريل وزوجها الممثل خالد ارغنش 

### عام 2019
الفنان التركي باريش أردوتش الفنانة لبنى عبدالعزيز، جائزة «بياف» الخاصة عن مشوارها الفني، والفنان محمد رمضان كأفضل ممثل عن مسلسل زلزال و «مافيا» أفضل أغنية، والفنانة حلا شيحة لاختيارها أفضل ممثلة عن مسلسل «زلزال» وائل كفوري، والفنانة رولا حمادة والفنان رفيق علي أحمد والفنانة كارين رزق الله، جائزة «بياف» الخاصة، بينما حصد درع المهرجان المطرب ملحم زين، والفنانة عايدة صبرا، لطيفة جائزة «بياف» الخاصة عن مشوارها الفني، زياد حمزة من إم بي سي، درع المهرجان المطرب المغربي دوزي، والمطرب الجزائري عبد الرؤوف دارجي المعروف بـ«سولكينج» الفنانة السورية سلافة معمار جائزة «بياف» الخاصة، ناصيف زيتون درع المهرجان

### عام 2024
عاصي الحلاني ،رامي عياش، نادين نسيب نجيم ،عبير نعمة، جورج خباز، جوزيف عطية، ريتا حرب وكارين وازن،نادين جابر،باميلا الكيك،نيكولا معوض 